# Senderbrücke

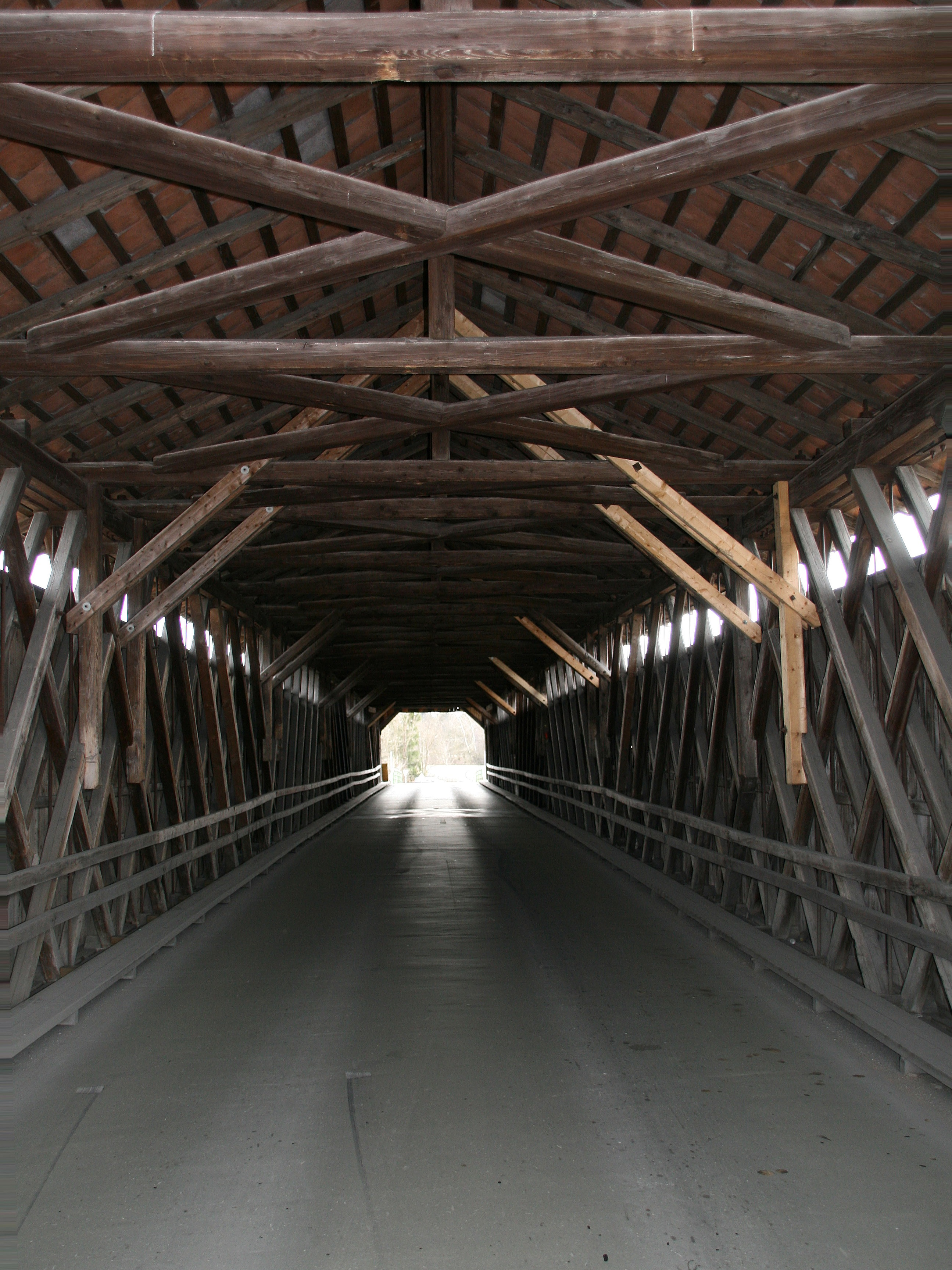

Die Senderbrücke (404 m ü. A., früher auch Hochstegbrücke genannt) liegt auf dem Gemeindegebiet der Stadt Dornbirn bzw. der Marktgemeinde Lauterach in Vorarlberg, Österreich. Die gedeckte Holzbrücke ist auf der Dornbirner Seite denkmalgeschützt (Listeneintrag). Die 1915/1916 errichtete Brücke wurde vor allem für Transportzwecke errichtet und quert die hier nach Nordwesten fließende Dornbirner Ach.
Über die Brücke liefen bis 1. September 2021 auf derselben Fahrbahn der Kraftfahrzeugverkehr, der Fußgänger- und Fahrradverkehr. Seit dem 2. September 2021 ist die Brücke aufgrund starker Abnützungserscheinungen für den motorisierten Kraftfahrzeugverkehr gesperrt und nur noch für Fußgänger und Radfahrer benutzbar.

## Name
Der Name der Senderbrücke leitet sich vom etwa 120 Meter nordöstlich liegenden ORF-Sender Lauterach ab, der 1933 errichtet wurde.

## Geschichte
1875 wurde auf Kosten der Gemeinde Widnau etwas südlich der heutigen Stahlbrücke (Wiesenrainbrücke) eine gedeckte Holzbrücke errichtet, um die in Österreich gelegenen landwirtschaftlichen Grundstücke der Widnauer Bauern (sogenannte „Schweizer Rieder“ im südlichen Teil Lustenaus) einfacher bewirtschaften zu können. Diese „Privatbrücke“ der Schweizer Bauern war für den öffentlichen Grenzverkehr nicht freigegeben. Die österreichische Finanzbehörde wollte keine zusätzliche Zollstelle am Wiesenrain. Den anderen beiden Rheinbrücken im Gemeindegebiet von Lustenau, der Oberfahrbrücke und der Unterfahrbrücke, sollte auch keine zusätzliche Konkurrenz entstehen. Diese gedeckte Holzbrücke wurde 1912 im Zuge der Rheinregulierungsarbeiten abgebrochen.
Die bisherige gedeckte Holzbrücke (später als Alte Widnauer Brücke bezeichnet) wurde in vier Teile aufgespaltet und ein Teil wurde zur heute noch bestehenden Nöllenbrücke in Widnau. Die Marktgemeinde Lustenau und die Hofsteiggemeinden erwarben 1914 den mittleren Teil der Brücke und adaptierten diese für die nunmehrige Senderbrücke. Zwei weitere Teile dieser Rheinbrücke wurden als lokale Brücken weiterverwendet und führten in den Widnauer Teil des Schweizer Ried in Lustenau (diese beiden Brücken sind abgebrannt).
Bevor die Senderbrücke errichtet wurde, bestand hier seit 1873 ein einfacher Holzsteg.

## Lage
Die Holzbrücke liegt in der Mitte des Europaschutzgebiets Soren, Gleggen–Köblern, Schweizer Ried und Birken–Schwarzes Zeug. Über die Brücke wird die Landesstraße L41 geführt (auch: Senderstraße). Diese verbindet die Gemeinde Lauterach (im Nordosten) mit der Gemeinde Dornbirn (im Südwesten). Etwa 90 Meter südwestlich der Senderbrücke mündet die von Dornbirn kommende Höchsterstraße (Werbenstraße L 42) in die Senderstraße. Die L41 wird weiter nach Lustenau geführt (hier Zellgasse genannt).
Durch das Brückenbauwerk wird die Dornbirner Ache bei Gewässerkilometer 6,44 überbrückt.
Die Gemeindegrenze von Lustenau ist etwa 140 Meter entfernt. Etwa 500 Meter nordwestlich der Senderbrücke mündet der Rheintalbinnenkanal in die Dornbirner Ache.

## Bauwerk
Die Brücke mit Howeschen Trägern hat eine Länge von etwa 75 Meter. Sie ließ für mehrspurige Kraftfahrzeuge teilweise keinen Gegenverkehr zu. Es besteht eine Gewichtsbeschränkung auf 3,5 Tonnen sowie eine Höhenbeschränkung bis 2,4 Meter. Die verordnete Höchstdurchfahrgeschwindigkeit beträgt 10 km/h.
Die Brücke war ursprünglich für Pferdefuhrwerke ausgelegt, während in den letzten Jahren vor der Sperre für Kfz. täglich 6000 bis 7000 Kraftfahrzeuge, überwiegend PKW, über das alte Bauwerk fuhren. An der Senderbrücke traten wegen unachtsamer Fahrzeuglenker fast wöchentlich Beschädigungen auf. Durch die Überschreitung der Höchstgeschwindigkeit von 10 km/h und die dadurch ausgelösten Schwingungen lösten sich auch Streben. Für Instandsetzungsarbeiten wurden jährlich etwa 10.000 Euro aufgewendet. 2016 wurde die Fahrbahn um rund 500.000 Euro komplett erneuert.
Etwa jeden Monat missachteten Fahrer von schweren LKW die weit vor der Brücke angebrachten Höhen- und Gewichtsbeschränkungen, meist weil sie sich auf ein Navigationssystem verließen, und mussten geborgen oder auf der schmalen Straße zurückgelotst werden.

## Entlastungsbau
Aufgrund der nicht länger hingenommenen, permanenten Überbeanspruchung der hölzernen Brücke werden südöstlich neben ihr zwei neue Brücken gebaut. Schwerverkehr soll weiterhin aus dem Ried herausgehalten werden, zum Schutz der Natur und des Erholungsraums sowie wegen der geringen Tragfähigkeit des Unterbaus der Straße durch das Ried, ein Moor. Die alte Brücke bleibt für Fußgänger und Radfahrer offen.
Samt Anschlussrampen und einer Ampelanlage zur Organisation der gegenläufigen Verkehrsströme auf der einspurigen Brücke wurden vom Land Vorarlberg 4,2 Mio. Euro ausgegeben. Etwas Grund kam von der Stadt Dornbirn. Die Eröffnung erfolgt am 19. April 2022 um 13.00 Uhr. Die Ersatzbrücke im Zuge der Landesstraße ist nicht als Dauerlösung geplant, da noch nicht klar ist, ob und wie die Bodensee Schnellstraße S18 umgesetzt wird. Das Ried steht unter Naturschutz.